# Schönnatter
Die Schönnatter (Elaphe taeniura, Syn.: Orthriophis taeniurus), auch Streifenkletternatter, wird traditionell innerhalb der Familie der Nattern (Colubridae) in die Gattung Elaphe gestellt. Von jüngeren Autoren wird sie jedoch der neu aufgestellten Gattung Orthriophis zugerechnet.

## Beschreibung
Die Schönnatter erreicht je nach Unterart eine Länge von 230 bis 300 Zentimeter. Auch die Färbung schwankt je nach Unterart. Die Grundfärbung reicht von grau bis schwarz. Es sind aber auch gelbliche bis bräunliche Färbungen möglich. Variable Flecken- und Streifenmuster ziehen sich über Rücken und Schwanz. Die Bauchseite ist weißlich bis cremefarben gefärbt. Charakteristisches Merkmal ist ein schwarzer Streifen, der sich von den Augen bis in den Nacken zieht. Die großen Augen liegen weit vor am Kopf und weisen runde Pupillen auf. Der Kopf setzt sich nur wenig vom Körper ab. Die Schönnatter ist eine Baumschlange, die tagaktiv, in der Dämmerung und nachts aktiv ist (je nach Unterart).
Die Unterart E. t. schmackeri hat eine Gesamtlänge von 180 bis 250 cm. Die Grundfarbe ist gelb mit schwarzen unregelmäßigen Flecken. Zwei breite schwarze Streifen am Schwanz sind ein Unterscheidungsmerkmal zu anderen Schlangen der Gattung, die ebenfalls in Japan verbreitet sind. Ein weiterer schwarzer Streifen läuft zudem von vor dem Auge und über dieses zurück bis zum Mundwinkel.

## Systematik
Die Schönnatter wurde 1861 von Edward Drinker Cope unter dem wissenschaftlichen Namen Elaphe taeniurus erstbeschrieben.
In neueren, auf molekulargenetischen Verfahren beruhenden Arbeiten zur phylogenetischen Systematik  wird die Art der neuen Gattung Orthriophis zugerechnet.
Aktuell werden die folgenden neun Unterarten unterschieden:
| Unterart                      | Erstbeschreibung | Trivialname(n)                            | Verbreitungsgebiet                                 |
| ----------------------------- | ---------------- | ----------------------------------------- | -------------------------------------------------- |
| Elaphe taeniura callicyanous  | Schulz, 2010     |                                           | Vietnam, Kambodscha, Thailand                      |
| Elaphe taeniura frisei        | (Werner, 1927)   | Taiwan-Schönnatter, Taiwan-Rattennatter   | Taiwan                                             |
| Elaphe taeniura grabowskyi    | (Fischer, 1885)  | Grabowskys Schönnatter                    | Indonesien und Ost-Malaysia                        |
| Elaphe taeniura helfenbergeri | Schulz, 2010     |                                           | Myanmar, Thailand                                  |
| Elaphe taeniura mocquardi     | Schulz, 1996     | Vietnam-Schönnatter, Moquards Schönnatter | China, Vietnam                                     |
| Elaphe taeniura ridleyi       | (Butler, 1899)   | Ridleys Schönnatter                       | Malaysia, Südthailand                              |
| Elaphe taeniura schmackeri    | (Boettger, 1895) | Ryukyu-Schönnatter                        | Japan (Ryūkyū-Inseln)                              |
| Elaphe taeniura taeniurus     | (Cope, 1861)     |                                           | China                                              |
| Elaphe taeniura yunnanensis   | Anderson, 1879   | Yunnan-Schönnatter                        | Indien, Laos, Myanmar, China, Ostthailand, Vietnam |

Darüber hinaus werden im Handel noch verschiedene Farbzuchtformen wie ‘calico’, ‘Yellow beauty’, ‘Blue beauty’, oder ‘Oliv beauty’ unterschieden.

## Verbreitung
Die Schönnatter ist in weiten Teilen Südostasiens verbreitet. Ihr Verbreitungsgebiet reicht von China bis nach Malaysia. Der natürliche Lebensraum ist dichter tropischer oder subtropischer Regenwald. Hier hält sie sich überwiegend in den Bäumen und Sträuchern auf. Auf dem Boden ist sie nur während der Nahrungsaufnahme und der Eiablage zu beobachten. In der Nähe menschlicher Siedlungen ist sie auch auf Agrarflächen zu beobachten. Hier geht sie auf die Jagd nach Kleinsäugern wie Ratten und Mäusen.

## Ernährung
Schönnattern sind nicht wählerisch. Sie fressen alles was sie überwältigen können. Dazu gehören neben Kleinnagern, Eidechsen, Vögel sowie deren Brut und Eier gelegentlich auch andere Schlangen. Auf Nahrungssuche gehen sie sowohl auf Bäumen als auch auf dem Erdboden. Größere Beute wird durch Konstriktion (Umschlingen und Erwürgen) getötet, kleine Beute zwischen den Kiefern zerquetscht. Mit dem Kopf voran wird sie dann im Ganzen verschlungen.

## Fortpflanzung

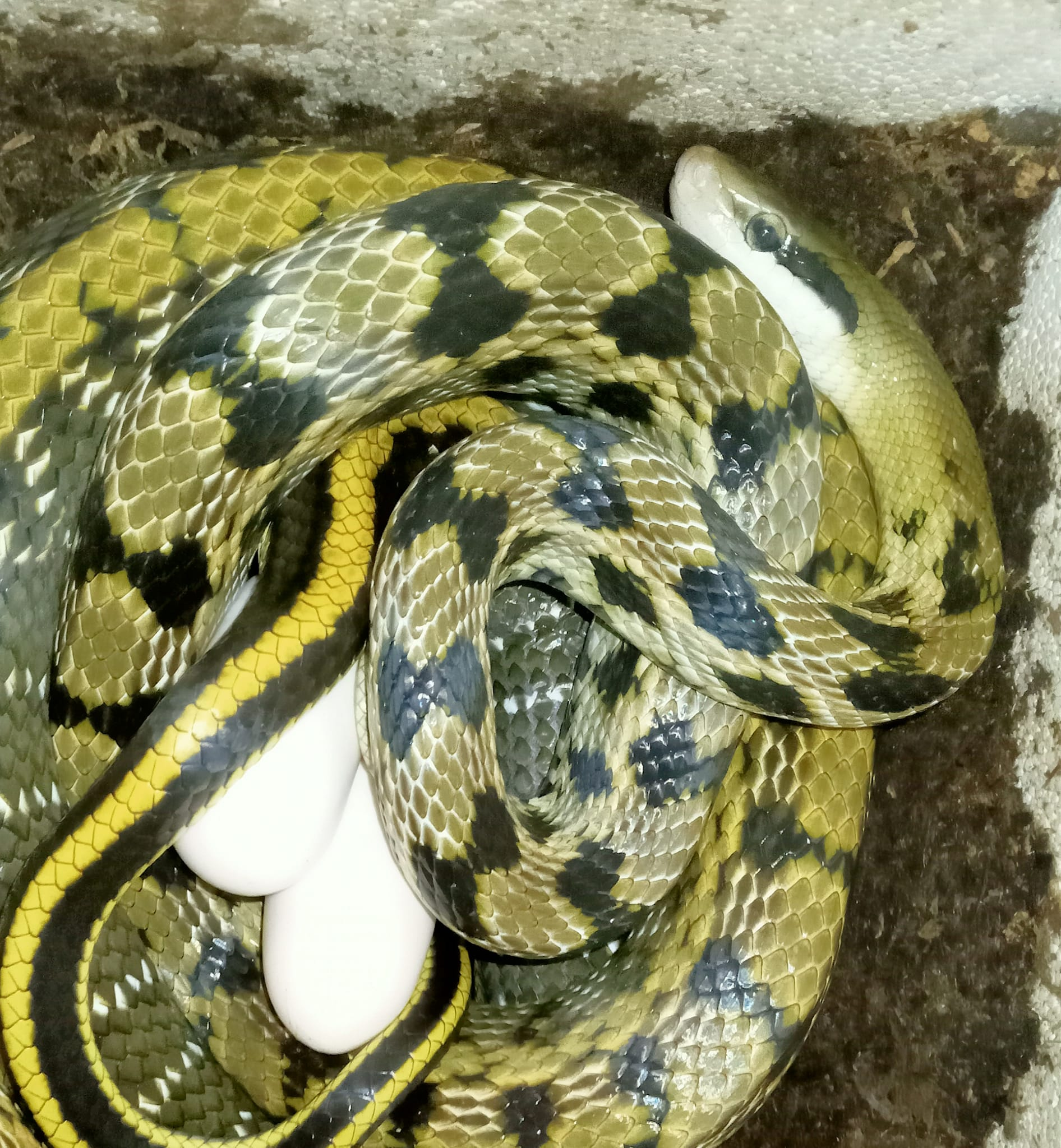
Schönnatter mit Eiern

Die Geschlechtsreife erreicht die Schönnatter zwischen dem dritten bis vierten Lebensjahr. Die Paarungszeit beginnt im März oder April, also nach der Winterruhe. Während der Paarungszeit kommt es unter den Männchen regelmäßig zu ritualisierten Scheinkämpfen, die allerdings nie mit Verletzungen enden. Das unterlegene Männchen gibt am Ende nach und schleicht davon. Beim eigentlichen Paarungsspiel umschlingen sich die Geschlechter regelrecht und es kommt zu einem, bei Reptilien üblichen, Nackenbiss. Zu diesem Zeitpunkt erfolgt dann die eigentliche Begattung des Weibchens. Nach einer Trächtigkeit von gut sechs bis sieben Wochen legt das Weibchen an einer feuchtwarmen Stelle, meist in feuchte Erde oder in Pflanzenresten wie Komposthaufen oder unter morsches Holz, zwischen acht und fünfzehn, selten auch mehr, stark ovale Eier ab. Die Eier weisen eine Größe von 50 mal 25 Millimeter und eine weißliche Färbung auf. Nach einer Inkubationszeit von durchschnittlich 60 bis 70 Tagen schlüpfen die Jungschlangen, die eine Länge von 30 bis 40 Zentimeter aufweisen. Nach etwa zwei Wochen erfolgt die erste Häutung.

## Galerie

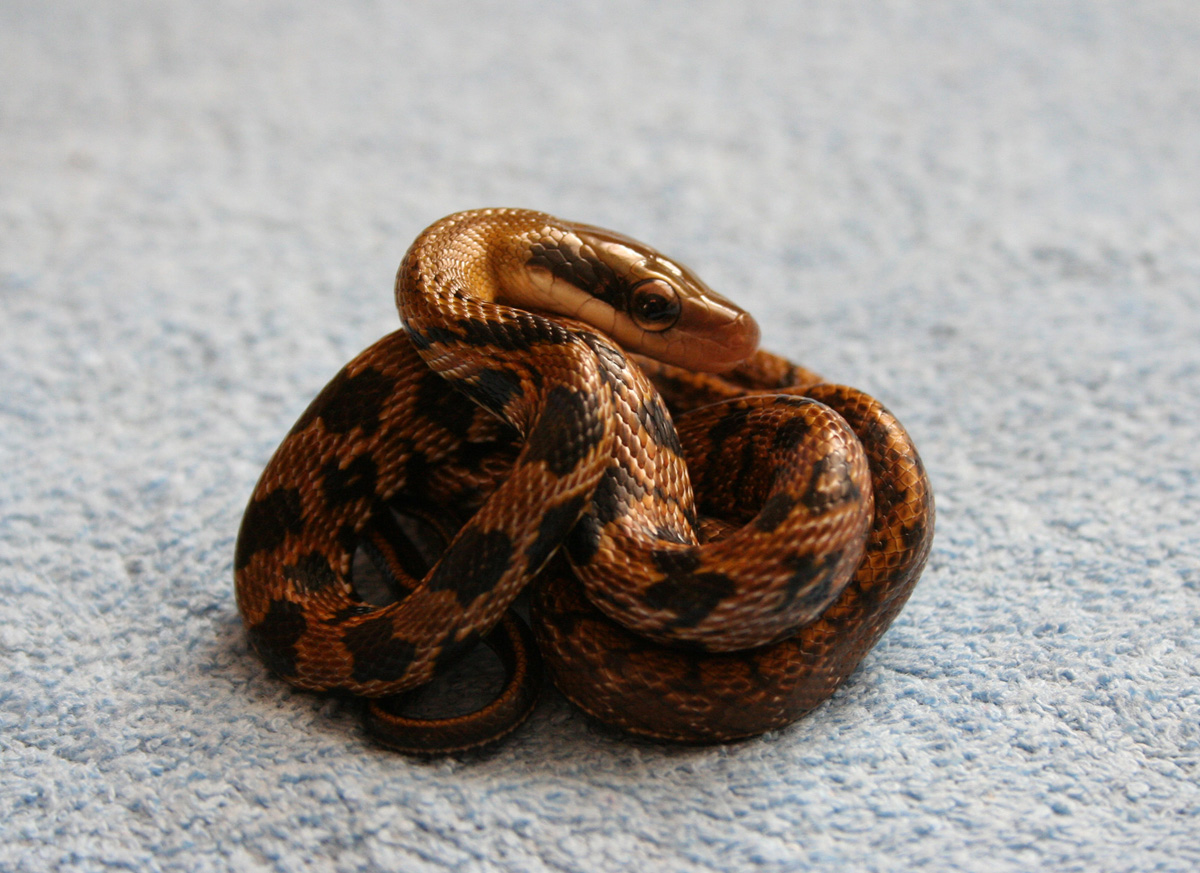
Junge Schönnatter
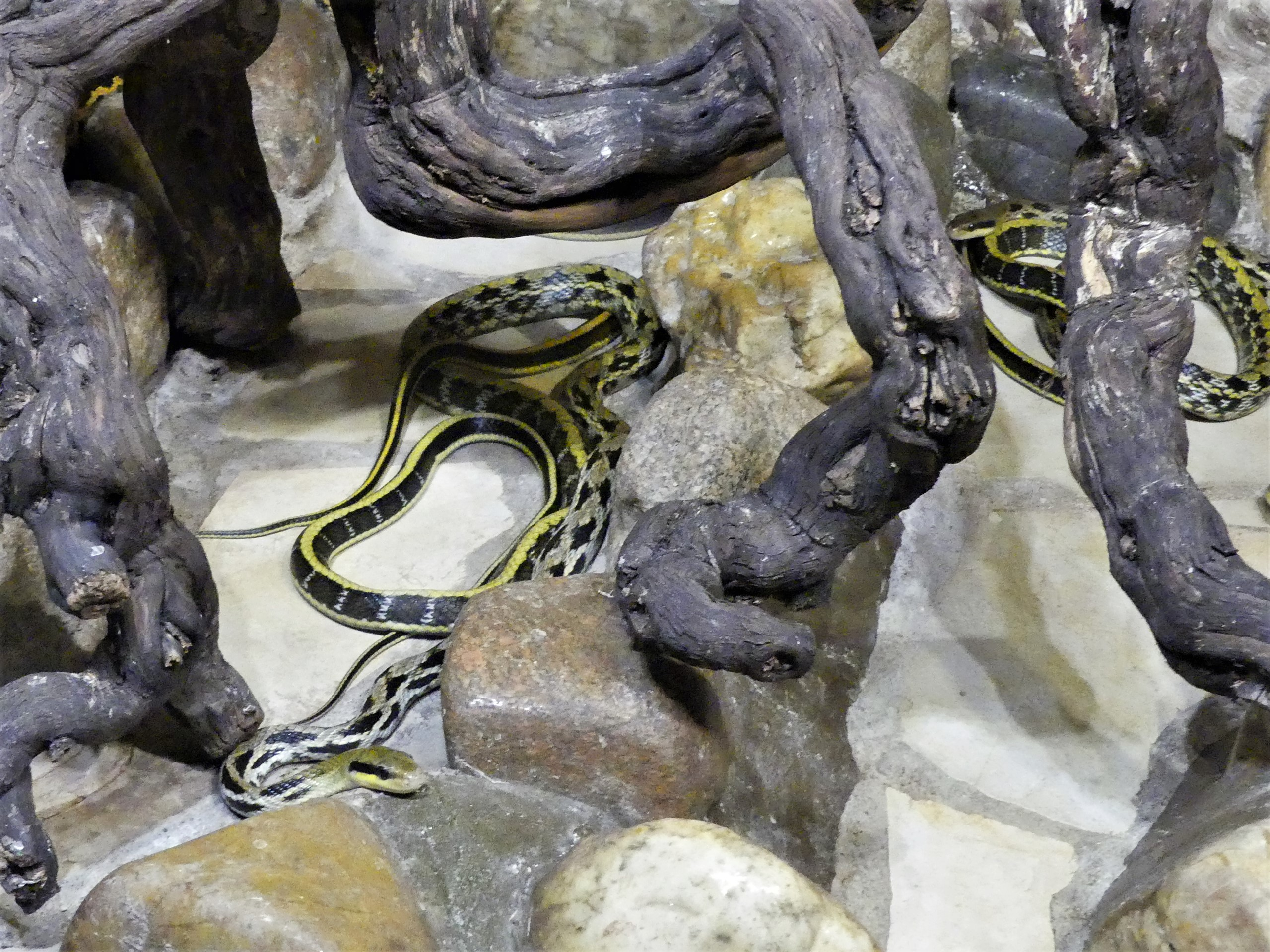
Schönnatter in französischem Zoo
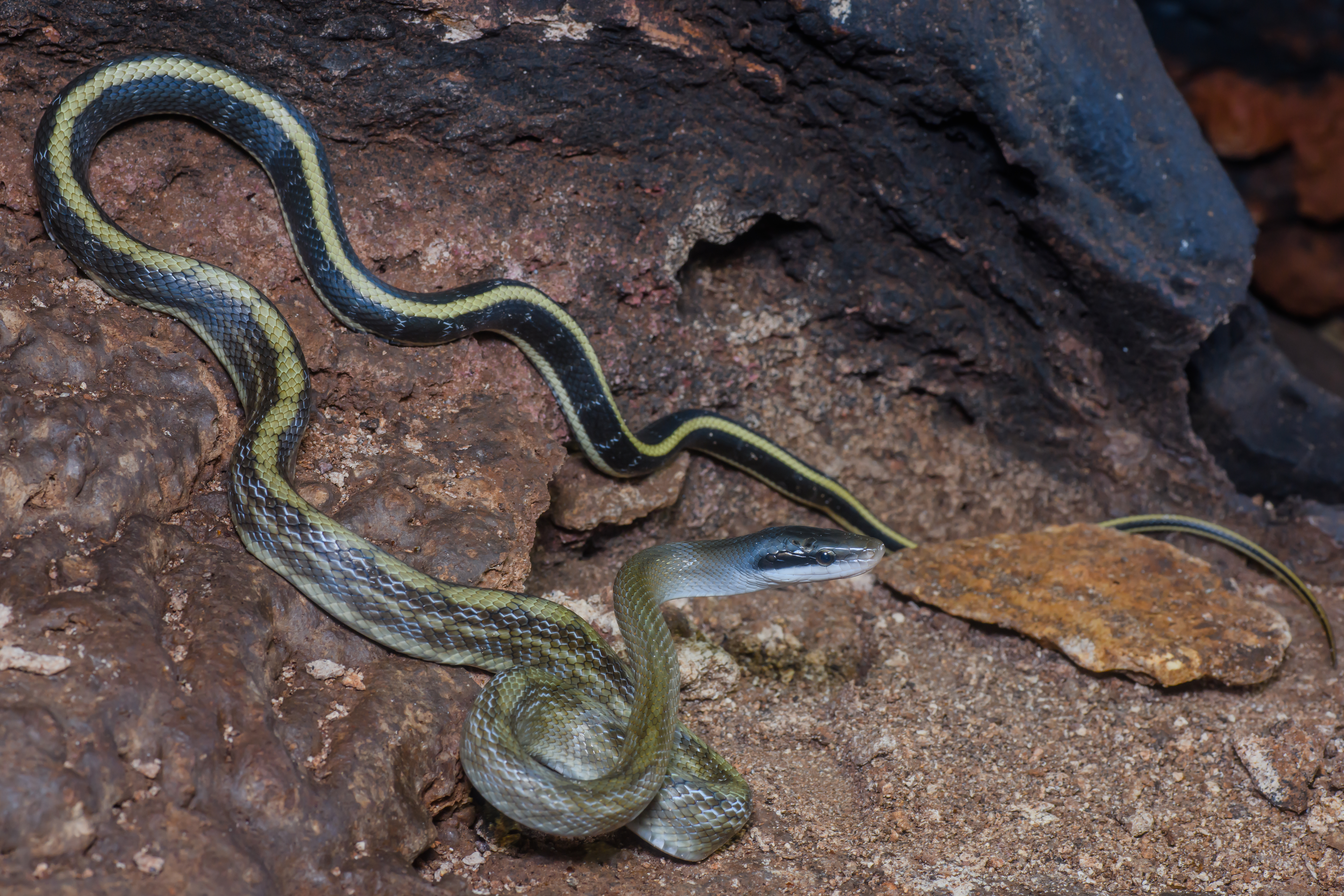
Unterart Elaphe taeniurus helfenbergeri
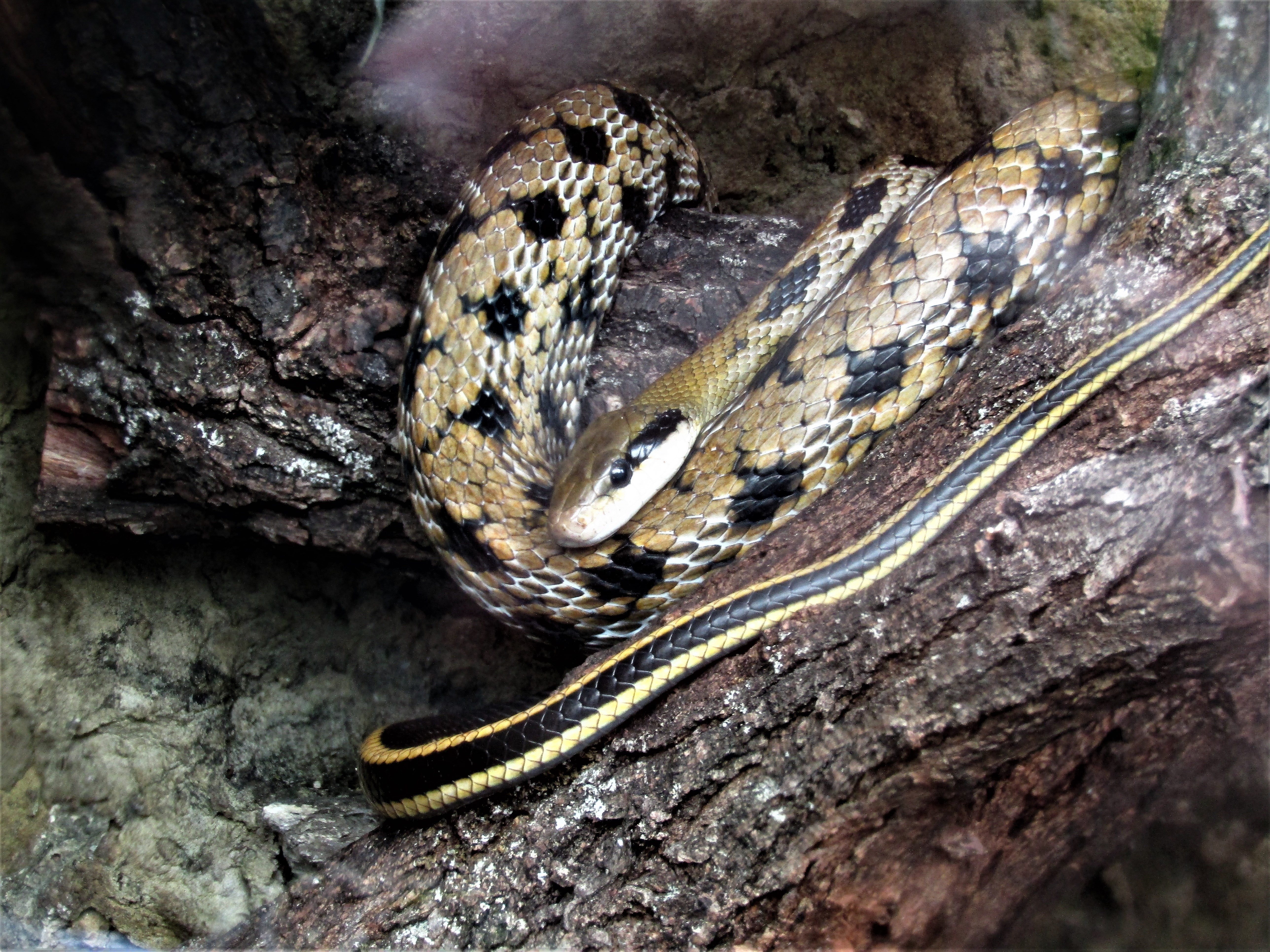
Unterart Elaphe taeniurus friesei im Zoo Dresden

## Quelle
- Andreas Gumprecht: Die Schönnatter (Orthtriophis taeniurus). Natur und Tier-Verlag, 2008, ISBN 3-93728-506-7.